# Salzburg und Umgebung
Der geografische Terminus Salzburg und Umgebung bezeichnet allgemein die österreichische Stadt Salzburg und ihre Umlandgemeinden im Salzburger Becken und entspricht dabei dem Regionalverband Salzburg Stadt und Umgebungsgemeinden. In weiterem Sinne bezeichnet der Ausdruck den Raum, den der Bezirk Salzburg (Stadt) – die Stadt steht als Statutarstadt im Rang eines politischen Bezirks – und der Bezirk Salzburg Umgebung (Salzburg Land, Flachgau) gemeinsam bis an die Grenzen zum Land Oberösterreich einnehmen. In weitestem Sinne ist Salzburg und Umgebung die Bezeichnung für die NUTS-3-Region (AT323), welche zur Stadt Salzburg und den Flachgau auch den Bezirk Hallein (Tennengau) mit umfasst.

## Zu den Begriffen
Der Begriff Salzburg und Umgebung stellt die urbane und rurale Stadtregion Salzburg dar.
Der Zusammenschluss der Anrainergemeinden der Landeshauptstadt zu einem Regionalverband bildet die Salzburger Planungsregion der Kernregion: Er umfasst die Gemeinden Anif, Anthering, Bergheim, Elixhausen, Elsbethen, Eugendorf, Grödig, Großgmain, Hallwang, Wals-Siezenheim und die Stadt Salzburg, wobei Großgmain, Anthering, Elixhausen und Eugendorf nicht direkt an die Stadt angrenzen. In der amtlichen Statistik verwendet man für diese Region – aber ohne die Gemeinden Großgmain und Anthering – die Bezeichnung Salzburg mit Nachbargemeinden.
Im Salzburger Landesentwicklungsplan hingegen haben all diese zusammen mit Hallein, Puch und Oberalm den Namen Stadt- und Umlandbereich Salzburg, dazu gehören dann auch noch die bayerischen Gemeinden Ainring, Freilassing, Piding.
Der Bezirk Salzburg Umgebung ist ein für österreichische Städte typischer verwaltungstechnischer Landbezirk, allerdings als einziger mit Sitz der Bezirkshauptmannschaft im Bezirk (Seekirchen am Wallersee) und nicht in der Stadt (exterritorial). Zum Bezirk gehören auch die Regionalverbände Flachgau Nord (Salzachtal um Oberndorf und nordöstlicher Flachgau), Salzburger Seenland und Osterhorngruppe (Salzburger Teil des Salzkammerguts), die nicht mehr zum urbanen Weichbild der Stadt gehören. Zentralorte der Stufe B sind hier Oberndorf, Seekirchen, Neumarkt und Straßwalchen.
Zur NUTS-Region Salzburg und Umgebung wird auch Hallein als regionales Zentrum A* und sein Bezirk mit den Regionalverbänden Salzach-Tennengau und Lammertal gerechnet.
Im weiteren Sinne der Regionsbezeichnung Salzburg und Umgebung (die für die gemeinsame EU-Statistik (NUTS) zu Handen der Eurostat erstellt wurde, um die Grenzvorgaben eine Region der NUTS-Ebene 3 einzuhalten) entspricht der Begriff – in den Grenzen des heutigen Bundeslandes – der historischen Bezeichnung Außergebirg des Fürsterzbistums Salzburg. Dieser Ausdruck ist zum Teil heute noch gebräuchlich und steht der Bezeichnung Innergebirg für die drei Gebirgsgaue im Süden des Bundeslandes Salzburg entgegen.
Abweichend davon definierte die Statistik Austria eine Stadtregion Salzburg (SR040,
entspricht dem Salzburger Zentralraum im Landesentwicklungsplan) mit 46 Gemeinden, mit Salzburg, Anif, Bad Vigaun, Bergheim, Elsbethen, Eugendorf, Grödig, Hallein, Hallwang, Oberalm und Wals-Siezenheim als Kernzone sowie mit einer Außenzone, die den restlichen Flachgau sowie den Salzach-Tennengau (also den Tennengau ohne das Lammertal) und auch die oberösterreichischen Grenzgemeinden Palting und Perwang am Grabensee umfasst.
Seit dem EU-Beitritt Österreichs und insbesondere seit dem Beitritt des Landes zum Schengen-Raum wird die Stadt auch wieder zum regionalen Zentrum für die angrenzenden bayrischen Regionen des Landkreises Berchtesgadener Land (Berchtesgaden, Reichenhall und Alpenvorland), was auch Basis der gemeinsam-grenzüberschreitenden EuRegio Salzburg – Berchtesgadener Land – Traunstein darstellt.

## Nachbarregionen
| Rupertiwinkel (Reg., BY)                               | Flachgau Nord (Reg.-Vbd.)                   | Salzburger Seengebiet (Reg.-Vbd., Tourismus-Reg.)      |
| Bad Reichenhall – Bayerisch Gmain (Tourismus-Reg., BY) | Kompassrose, die auf Nachbargemeinden zeigt | Osterhorngruppe/Fuschlsee (Reg.-Vbd. / Tourismus-Reg.) |
| Berchtesgaden–Königssee (Tourismus-Reg., BY)           | Salzach-Tennengau (Reg.-Vbd.)               |                                                        |

| Traunstein (Lkr., NUTS-3 DE21M)           | Innviertel (NUTS-3 AT311) Braunau a.I. (Bez.)          |                                                        |
| Südostoberbayern (Plan.-Reg.)             | Kompassrose, die auf Nachbargemeinden zeigt            | Vöcklabruck bzw. Traunviertel (Bez. bzw. NUTS-3 AT311) |
| Berchtesgadener Land (Lkr., NUTS-3 DE215) | Hallein/Tennengau (Bez.) Pinzgau–Pongau (NUTS-3 AT233) |                                                        |

## Eckdaten
|                                              | Regionalverband  | Bezirke Stadt und Umgebung | NUTS-Region                                            |
| -------------------------------------------- | ---------------- | -------------------------- | ------------------------------------------------------ |
| Hauptort                                     | Salzburg (425 m) | Salzburg                   | Salzburg                                               |
| Gemeinden                                    | 11               | 38                         | 51                                                     |
| Bevölkerung                                  | 228.306          | 292.046                    | 342.990                                                |
| Fläche [km²]                                 | 260,71           | 1.070,4                    | 1.738                                                  |
| Dauersiedlungsraum [DSR km² und %]           | 161,07 (61,8)    | 556,0 (52,0)               | 722,3 (41,6)                                           |
| Bevölkerungsdichte [Einwohner/km²]           | 876              | 273                        | 197                                                    |
| Einwohner pro km² DSR                        | 1257             | 525,2                      | 505,2                                                  |
| Bevölkerungsentwicklung [in %]               |                  | +4,4 (2001–2011)           | +4,4 (1995–2005)                                       |
| BIP/Kopf [in €]                              |                  |                            | 33.349 (3. Rang in Österreich nach Wien und Linz-Wels) |
| BIP in Kaufkraftparitäten pro Kopf (absolut) |                  |                            | 31.578                                                 |
| Arbeitslosenquote                            |                  |                            | 2,8 %                                                  |

Verteilung der Berufstätigen auf die Wirtschaftssektoren in der NUTS-Region:
- Land- und Forstwirtschaft (Primärsektor): 2,5 %
- Sekundärer Sektor: 23,1 % (Bauwesen, Nahrungs-, Genussmittel- und Getränkeproduktion (Stieglbrauerei), Maschinenbau, Metallproduktion, -bearbeitung und Herstellung von Metallerzeugnissen sowie Papier-, Verlags- und Druckgewerbe)
- Dienstleistungsbranche: 74,4 % (Handel und Instandsetzung, Immobilienwesen, Informatik, Forschung und Unternehmensdienstleistungen, Verkehr und Nachrichtenübermittlung, Gesundheits- und Sozialwesen sowie Erziehung und Unterricht)

In Salzburg lässt sich eine Stadtflucht beobachten, der Flachgau zählt mit 300 Einwohnern pro km² zu den intensivsten Wachstumsräumen Österreichs. Im Unterschied zum Innergebirg liegt im Außergebirg der Schwerpunkt des Tourismus auf der Sommersaison, und zwar sowohl im Städtetourismus der Stadt Salzburg wie auch in den Tourismusregionen Salzburger Seengebiet, Salzkammergut und Lammertal. Die Bergräume sind relativ wenig erschlossen und gelten – bis auf die Hot-Spots des Untersbergs als Stadtberg von Salzburg und den Dachstein – als alpinistische Geheimtipps.